# BitBake
BitBake，一種軟體組建自動化工具程式，以Python語言實作。功能類似於make，特別針對於嵌入式Linux交叉編譯器環境所設計研發，但BitBake的用途不受限於此。
它源自於Gentoo Linux的軟體包管理系統Portage。被OpenEmbedded計畫採用之後，由OpenEmbedded負責維持一段時間，並發展成獨立的軟體工具。現在BitBake由Yocto計劃與OpenEmbedded負責維護。
BitBake自動化建置處方(recipes)描述了如何抓取，配置，編譯與安裝指定的應用程式或套件。包括了該套件相依性，原始碼路徑，配置，編譯，建置，安裝與移除指令。同時在標準變數中儲存中介資料。

## 外部連結
- BitBake 首頁
- BitBake User Manual
- BitBake User Manual（页面存档备份，存于）
- Freecode上的BitBake

1. ↑  https://github.com/openembedded/bitbake/releases/tag/1.42.0; 检索日期: 2019年7月10日.